# Jean-Louis-Ignace de La Serre
Pour les articles homonymes, voir La Serre (homonymie).
Jean-Louis-Ignace de La Serre, sieur de Langlade, né à Martel (Lot) le 14 mars 1663 et mort à Paris le 30 septembre 1756, est un romancier et dramaturge français.

## Biographie
D’une famille noble, La Serre monta à Paris, où sa fortune lui procura bientôt de nombreux amis. Ayant perdu, en l’espace de quelques années, vingt-cinq mille livres de rente au jeu, la nécessité le contraignit alors à devenir poète, mais il ne put jamais s’élever au-dessus du médiocre.
En 1706, il fit représenter, au théâtre de l’Opéra, Polixène et Pirrhus. Ce fut vers cette époque, qu’il connut Marguerite de Lussan, avec laquelle il vécut depuis dans une intimité si grande, qu’on les croyait mariés. On dit qu’il s’est peint lui-même sous le nom de Calemane, personnage épisodique de la Comtesse de Gondez, roman de cette dernière, dont il fut, quelque temps, considéré comme l’auteur, mais son peu de talent finit par dissiper ce soupçon. Louis Fuzelier a néanmoins donné la comédie le Serdeau des théâtres, parodie de sa tragédie Pirithoüs. Il est également l’auteur d’une biographie de Molière.
La Serre avait obtenu, par le crédit de ses amis, une place de censeur royal, mais il avait pour le jeu une passion dont rien n’avait pu le corriger. Pendant la représentation de son opéra Diomède, en 1710, il en risquait le produit sur un tapis vert à l’hôtel de Gesvres ; ce qui fit dire plaisamment : « On joue aujourd’hui Diomède en deux endroits. »
Il mourut chez Marguerite de Lussan, dont la tendresse pour lui ne s’était pas démentie.

## Œuvres
- Polyxène et Pyrrhus, tragédie lyrique, musique de Pascal Collasse, tragédie représentée le 21 octobre 1706.
- Diomède, tragédie lyrique, musique de Bertin de la Doué représentée pour la première fois par l’Académie royale de musique, le jeudi 28 avril 1710.
- Artaxare, tragédie représentée au Théâtre-Français le 3 mai 1718, attribuée aussi à l'abbé Pellegrin, elle a été néanmoins imprimée en 1734, avec les initiales D.L.S.
- Polydore, tragédie lyrique, musique de Jean-Baptiste Stuck, jouée pour la première fois, par l’académie royale de musique à l’Opéra le jeudi 15 février 1720 ; remise au théâtre, le mardi 7 avril 1739.
- Pirithoüs, tragédie lyrique, musique de Jean-Joseph Mouret, livret de Jean-Louis Ignace de la Serre, jouée pour la première fois par l’Académie royale de musique à l’Opéra le 26 janvier 1723 ; remise au théâtre le 11 mars 1734.
- Pyrame et Thisbé, tragédie lyrique, musique de François Rebel et François Francoeur, représentée par l’Académie royale de musique à l’Opéra le 17 octobre 1726.
- Hippalque, prince scythe , histoire merveilleuse, Paris, 1727, in-12.
- Amosis, prince égyptien, 1728.
- Tarsis et Zélie, tragédie lyrique, musique de François Rebel et François Francoeur, jouée à l’Opéra le 19 octobre 1728.
- Pastorale comique, représentée le 31 janvier 1730.
- Pastorale héroïque de la fête des ambassadeurs plénipotentiaires d’Espagne à l’occasion de la naissance de Monseigneur le Dauphin, musique de François Rebel , jouée à l’Opéra le 24 janvier 1730.
- « Mémoires pour servir à l’histoire de Molière et de ses ouvrages », Œuvres de Molière, t. VII, Paris, Impr. de P. Prault, 1734, in-4°.
- Scanderberg, tragédie lyrique de François Rebel et François Francoeur, jouée à l’Opéra le 27 octobre 1735.
- Nitétis, tragédie lyrique, musique de Charles-Louis Mion, jouée à l’Opéra le 11 avril 1741.